# Champernowne-Index
Der Champernowne-Index oder Champernowne-Kettenindex (englisch: Champernowne’s [chain] index) – nach dem britischen Mathematiker sowie Ökonomen David Gawen Champernowne (1912–2000) – ist ein vom Atkinson-Maß abgeleitetes Disparitätsmaß.

## Definition
Für den Atkinson-Index {\displaystyle A} gilt:
{\displaystyle A=1-\left[{\frac {1}{n}}\sum \limits _{i=1}^{n}\left({\frac {I_{i}}{\mu }}\right)^{1-\varepsilon }\right]^{\frac {1}{1-\varepsilon }}\,;\quad \varepsilon \neq 1\,,}
wobei {\displaystyle I_{i}} für das Einkommen des {\displaystyle i}-ten Wirtschaftssektors (oder Haushalts), {\displaystyle \mu } für das Durchschnittseinkommen (arithmetisches Mittel) und {\displaystyle n} für die Anzahl der Sektoren steht.
Sobald {\displaystyle \varepsilon =1} ist, kollabiert der {\displaystyle A}-Index zum Champernowne-Index {\displaystyle C}, welcher, wie folgt, definiert ist:
{\displaystyle C={\textit {CII}}=1-{\frac {\hat {\mu }}{\mu }}=1-{\frac {M}{\mu }}} mit {\displaystyle \mu ={\bar {I}}_{\text{arithm}}={\frac {1}{n}}\sum \limits _{i=1}^{n}I_{i}} sowie {\displaystyle {\hat {\mu }}=M={\bar {I}}_{\text{geom}}=\left(\prod \limits _{i=1}^{n}I_{i}\right)^{\frac {1}{n}}={\sqrt[{n}]{\prod \limits _{i=1}^{n}I_{i}}}\,,}
{\displaystyle C=1-{\frac {\sqrt[{n}]{\prod \limits _{i=1}^{n}I_{i}}}{{\frac {1}{n}}\sum \limits _{i=1}^{n}I_{i}}}\,.}

## Herleitung
Dieser Kettenindex macht sich das Konzept des geometrischen Mittels zunutze. Es ist sehr gut bekannt, dass bei einer Ungleichverteilung der geometrische Mittelwert kleiner als das arithmetische Mittel ist. Die Gegenzahl des Quotienten vom geometrischen Mittel zum arithmetischen Mittelwert kann wahrlich als ein Index der Ungleichverteilung (Ungleichheit/Disparität), ein so genanntes Ungleichheitsmaß, betrachtet werden. Formal kann der Index folgendermaßen notiert werden:
{\displaystyle C={\textit {CII}}=1-{\frac {\hat {\mu }}{\mu }}\,,}
wobei {\displaystyle \!\ \mu } und {\displaystyle {\hat {\mu }}} die früheren, arithmetischen und geometrischen Mittel der Einkommensverteilung angeben. Es ist leicht erkennbar, dass dieser Index Werte zwischen {\displaystyle 0} und {\displaystyle 1} variiert.
Offenbar kann man dabei an ein weiteres Maß, bei dem der geometrische Mittelwert durch harmonische Mittel substituiert wird, denken.

Diese Maße reagieren sensibel auf den Transfer von Einkommen und sind umso größer, wenn der Transfer am „unteren Ende“ der Verteilung stattfindet.
Sie reagieren auf den Transfer von Einkommen zwischen 2 Personen sensibel. Dies kann man prüfen, indem man {\displaystyle x_{j}} sowie {\displaystyle x_{k}} entsprechend durch {\displaystyle (x_{j}-d)} und {\displaystyle (x_{k}+d)} austauscht, und man kann die Richtung der (Ver-)Änderung ermitteln. Die Anwendung der Differenzialrechnung ist ebenfalls möglich.
Das große Problem dieser Indizes ist, dass diese nicht definiert werden können, falls ein Einkommen in Höhe von {\displaystyle 0} vorliegt.